# Monodora angolensis
Monodora angolensis Welw. – gatunek rośliny z rodziny flaszowcowatych (Annonaceae Juss.). Występuje naturalnie w Gabonie, Kongo, Demokratycznej Republice Konga, Sudanie Południowym, Ugandzie, Zambii oraz Angoli. 

## Morfologia
PokrójZimozielone małe drzewo lub krzew dorastające do 3–20 m wysokości.
LiścieMają kształt od lancetowatego do eliptycznego lub podłużnego. Mierzą 6,5–18,5 cm długości oraz 3–7 cm szerokości. Są prawie skórzaste. Nasada liścia jest klinowa. Blaszka liściowa jest o spiczastym wierzchołku. Ogonek liściowy jest nagi i dorasta do 2–8 mm długości.
KwiatySą pojedyncze lub zebrane w pary, rozwijają się w kątach pędów. Działki kielicha mają trójkątnie lancetowaty kształt i zieloną barwę z purpurowymi plamkami, dorastają do 5–10 mm długości. Płatki zewnętrzne mają kształt od owalnego do podłużnego i barwę od zielonożółtawej do pomarańczowej z purpurowymi plamkami, osiągają do 3–6 cm długości, natomiast wewnętrzne mają kształt od owalnego do strzałkowatego i białą lub różową barwę, wierzchołki są nachylone ku sobie, mierzą 6–11 mm długości.
OwoceOwocostany o kulistym kształcie. Osiągają 4,5–7 cm średnicy. Mają białą i zieloną barwę. Są zwisające.

## Biologia i ekologia
Rośnie w wilgotnych wiecznie zielonych lasach oraz w zaroślach. Występuje na wysokości do 1000 m n.p.m.